# Дејвид Ервинг
Дејвид Ервинг (енгл. David Irving; Брентвуд, 24. март 1938) је енглески писац који се бави Другим светским ратом. Његова познатија дела су Разарање Дрездена (The Destruction of Dresden), Хитлеров рат (Hitler’s War), Черчилов рат (Churchill’s War) и Гебелс: управљач Трећег рајха (Goebbels: Mastermind of the Third Reich). У својим делима тврди да Адолф Хитлер није знао за истребљивање Јевреја, или ако је знао, да се томе противио. Мада његови ставови нису озбиљно схватани код већине историчара, Ервинг јесте једно време поштован због свог доброг познавања нацистичке Немачке и због своје способности да открије нове историјске документе.
Ервинг је маргинализован 1988. године, када је на основу свог тумачења псеудонаучног Лејхтеровог извештаја почео да негира Холокауст, нарочито негирајући да су Јевреји убијани гасом у Аушвицу.
Када је током парнице коју је покренуо против Деборе Липштат и издавачке куће Penguin books за клевету, доказано да је погрешно представљао доказе ради негирања Холокауста, изгубио је репутацију доброг историчара. Према пресуди енглеског суда, Ервинг пориче Холокауст, антисемита је и расиста, који из својих идеолошких разлога упорно и намерно погрешно представља и манипулише историјским доказима. Суд је такође пресудио да Ервингове књиге искривљено тумаче Хитлерову улогу у Холокаусту, како би Хитлера показале у повољнијем светлу.
Почетком 2006. године у Бечу је осуђен на три године затвора због негирања холокауста.

## Детињство и младост
Ервинг је рођен близу Брентвуда, у Есексу у Енглеској. Његов отац, Џон, био је официр у британској Краљевској морнарици, мајка му је била Берил, ауторка књига за децу.
Ервинг је студирао физику на Имепријалном колеџу у Лондону и политичку економију на Лондонском универзитетском колеџу, али из финансијских разлога није довршио студије и није дипломирао.

## Каријера

### Разарање Дрездена
Једно време, Ервинг је живео у Западној Немачкој, где је радио у челичани и научио немачки. За немачки часопис Neue Illustrierte је 1962. године написао 37 чланака о савезничком бомбардовању Немачке. Ови чланци су потом били основа за његову прву књигу, Разарање Дрездена (The Destruction of Dresden) (1963), у којој је анализирао савезничко бомбардовање Дрездена фебруара 1945. године. До почетка 60-их година 20. века, дебата о моралној оправданости тепих-бомбардовања немачких градова и цивила је већ била почела, нарочито у Уједињеном Краљевству. Из тог разлога је постојало велико интересовање за Ервингову књигу, и она је постала бестселер.
У првом издању књиге, Ервинг је проценио да је у Дрездену погинуло између 100.000 и 250.000 људи, што је знатно више од до тада објављених процена. Ервингове бројке су постале широко прихваћене. У каснијим издањима исте књиге, он је смањивао постепено бројку на 50.000-100.000. Према историчару Ричарду Евансу, Ервинг је своје процене заснивао на сведочанству појединца који није могао свој исказ да потврди документацијом, на кривотвореним документима, као и на сведоку кога је описао као заменика главног дрезденског лекара. Исти лекар се касније жалио да га је Ервинг погрешно описао као и да је у свом исказу једноставно понављао гласине које је чуо о броју погинулих.

### Потоња дела
Након успеха прве књиге, Ервинг је наставио са писањем. Између осталог, писао је и књиге у којима врши ревизију историје. Годину дана наког Разарања Дрездена, издао је Кобилино гнездо (The Mare’s Nest), књигу у којој је пратио програм развоја немачких Оружја одмазде, као и савезничко контраобавештајно дејство у вези са програмом. Књига је добро примљена, а и дан-данас се сматра кавалитетном. Мајкл Нојфелд из Националног музеја авијације и астронаутике у оквиру Смитсонијана сматра ову књигу најсвеобухватнијим делом које се бави и савезничком и немачком страном програма Оружја одмазде током последње две године рата.
Ервинг је 1965. године превео мемоаре фелдмаршала Вилхелма Кајтела, а 1967. је издао књигу Несрећа: Смрт генерала Сикорског (Accident: The Death of General Sikorski), у којој тврди да је авионска несрећа у којој је 1943. године погинуо генерал Сикорски, челник пољске владе у изнанству, заправо била атентат који је наредио Винстон Черчил. На тај начин, Черчил је добио могућност да изда Пољску Совјетском Савезу.

### Ревизионизам
Хитлеров рат је издат 1977. године. Ова књига представља први од два дела Хитлерове биографије коју је написао Ервинг. У књизи Ервинг тврди да је његов циљ да скине љагу са Хитлеровог имена, коју су набацили историчари. Хитлера је представио као рационалног, интелигентног политичара, чији је једини циљ био да повећа добростање Немачке и њен утицај на континенту. У томе су га спречавали неспособни поданици и издајице. Кривица за ескалацију рата се пребацује на савезничке вође, нарочито Черчила, а напад на Совјетски Савез 1941. године је окарактерисан као превентивни рат, на који је Хитлер био приморан због предстојећег совјетског напада. Ервинг је такође тврдио да Хитлер није знао за Холокауст и да су Хајнрих Химлер и Рајнхард Хајдрих били организатори Холокауста. Као доказ, Ервинг је користио непостојање писаног Хитлеровог наређења у вези са Холокаустом и деценијама је нудио награду од 1.000 фунти ономе ко нађе такав документ.
Исте године када и Хитлеров рат, издата је књига На трагу лисице (The Trail of the Fox), која представља биографију фелдмаршала Ервина Ромела. У свом приказу ове књиге, објављеном у The New York Times Book Review, британски историчар Дејвид Прајс-Џоунс је оптужио Ервинга да је некритички прихватао све што је Хитлер говорио. Други том Хитлерове биографије, Поход (The War Path), објављен је 1978. године, и такође је наишао на лош пријем код стручне јавности, али и ова, као и претходне Ервингове књиге, била је изузетно популарна.
Ервингова књига Устанак (Uprising!), је објављена 1981. године и бави се Мађарском револуцијом 1956. године. Револуција је у књизи окарактерисана као „првенствено антијеврејски устанак“, зато што је наводно сам комунистички режим био под контролом Јевреја. Ервинг је због ове књиге оптужен за антисемитизам.
Магазин Stern је 1983. године објавио делове наводног Хитлеровог дневника. Ервинг је играо главну улогу у оспоравању аутентичности дневника. Ервинг је претходне године купио из истог извора као и Stern 800 страница докумената везаних за Хитлера, да би на крају закључио да су кривотворени. Био је међу првима који су утврдили да је Хитлеров дневник кривотворен и привукао је пажњу медија на то. Међутим, Ервинг је тврдио да су многи документи из дневника аутентични.

## Порицање Холокауста
Током година, Ервингов став поводом Холокауста се знатно изменио. Од 1988. године, он отворено пориче Холокауст. У говору који је 1986. године одржао у Аустралији, тврдио је да фотографије преживелих Холокауста настале 1945. године које су направили савезнички војници доказују да су савезници одговорни за Холокауст, а не Немци. Тврдио је и да су Холокауст извели „безимени криминалци“, а не нацистичке вође. Од средине 80-их година 20. века, Ервинг је тврдио да нацисти нису систематски убијали Јевреје у гасним коморама. Ервинг је 1988. године био сведок одбране у суђењу Ернсту Цинделу за порицање Холокауста. Након тога, изјавио је да ће подстакнут слушањем Цинделових теорија покренути самостално устанак против идеје да се догодио Холокауст. У интервјуу са новинарем Доном Гутенпланом 1999. године, изјавио је да га је Циндел убедио да се Холокауст није догодио. Ервинг је навео да га је у неистинитост Холокауста убедио и Лејхтеров извештај, по коме нема доказа да су постојале гасне коморе у Аушвицу. Објавио је Лејхтеров извештај 1989. године и за то издање написао предговор. Због овог издања, Ервинга и Лејхтера је доњи дом британског парламента обележио као „Хитлерове наследнике“. За Ервинга је речено да је нацистички пропагандиста и дугогодишњи Хитлеров аполог.
Почетком 90-их година 20. века, Ервинг је често посећивао Немачку и држао говоре на нео-нацистичким митинзима. У њима је тврдио да су обе зараћене стране у Другом светском рату подједнако криве за ратне злочине, да је британска објава рата Немачкој покренула опадање британске моћи и да је идеја о Холокаусту резултат пропаганде. У говору који је одржао у јануару 1990. године, тврдио је да је у Аушвицу умрло 30.000 људи у периоду од 1940-1945. године, и да су сви умрли природном смрћу, а да је та бројка једнака броју жртава једног просечног напада савезничких бомбардера на немачке градове. Тврдио је да гасних комора није било и да је оно што данас стоји модел који су изградили Пољаци. Осуђен је за порицање Холокауста 1991. године и платио је казну од 7.000 немачких марака. Жалио се на пресуду и због изјава током поновљеног суђења, поново је осуђен и приморан да плати казну од још 10.000 немачких марака 1992. године. Током поновљеног суђења, позвао је присутне да се боре за немачки народ и против лажи о Холокаусту, која је употребљавана против Немачке 50 година. Аушвиц је назвао туристичком атракцијом чије је порекло у британској антинемачкој пропаганди, по којој Немачка спроводи политику употребе гасних комора за убијање милиона Јевреја и других непожељних. Након што је осуђен, Ервингу је забрањен улаз у Немачку. Потом му је забрањен и улаз у Италију и Канаду. У Канади је 1992. године ухапшен и депортован је у Велику Британију. Забрањен му је улаз и у Аустралију.
Ервинг је 1996. године покренуо парницу против Деборе Липштат и њеног издавача Penguin Books за клевету у Липштатиној књизи Порицање Холокауста (Denying the Holocaust), први пут издате 1993. године. Један од сведока одбране је био историчар Ричард Еванс, који је изјавио да Ервинг није историчар, јер се не труди да представља прошлост онаквом каква је била. Ервинг је изгубио парницу и одређено је да ће платити правне трошкове туженог издавача. Због тога је банкротирао 2002. године.

## Дела

#### Књиге
- Irving, David John Cawdell (1963). The Destruction of Dresden. Elmfield Press. ISBN 978-0-7057-0030-6., поново издато 1995. под насловом Apocalypse 1945, The Destruction of Dresden, још једно издање издато 2007.
- The Mare's Nest (1964)
- The Virus House (1967)
- (1968), поново издато. Irving, David John Cawdell (1980). The Destruction of Convoy PQ17. St. Martin's Press. ISBN 978-0-312-91152-2., допуњено 2009.
- Irving, David John Cawdell (1967). Accident – The Death of General Sikorski. Kimber. ISBN 978-0-7183-0420-1.
- Irving, David John Cawdell (1968). Breach of Security. W. Kimber. ISBN 978-0-7183-0101-9.
- (1973), биографија Ерхарда Милха. The Rise and Fall of the Luftwaffe. ISBN 978-0-316-43238-2.
- The Night the Dams Burst (1973): (у три дела)
- Hitler's War (1977), допуњено 2000. као миленијумско издање
- (1977), биографија Ервина Ромела.  978-0-525-22200-2, поново издато. Irving, David John Cawdell (1999). The Trail of the Fox. Wordsworth Editions. ISBN 978-1-84022-205-0.
- Irving, David John Cawdell (1978). The War Path. Viking Press. ISBN 978-0-670-74971-3.
- The War Between the Generals (1981)
- Irving, David John Cawdell (1981). Uprising!. Veritas. ISBN 978-0-949667-91-5.
- Morell, Theodor Gilbert; Irving, David John Cawdell (1983). The Secret Diaries of Hitler's Doctor. Macmillan. ISBN 978-0-02-558250-7.
- Irving, David (1983). The German Atomic Bomb: The History of Nuclear Research in Nazi Germany. Da Capo Press. ISBN 978-0-306-80198-3.
- Der Morgenthau Plan 1944–45 (1986)
- Irving, David John Cawdell (1986). War between the Generals. Congdon & Weed. ISBN 978-0-86553-069-0., допуњено 2010.
- Irving, David John Cawdell (1987). Hess, the Missing Years. Macmillan. ISBN 978-0-333-45179-3.
- Churchill's War. 1987. ISBN 978-0-947117-56-6.: (у четири дела)
- Göring (1989), биографија Хермана Геринга.  978-0-688-06606-2, допуњено 2010.
- Das Reich hört mit (1989)
- Hitler's War (1991), допуњено издање, садржи и The War Path
- Der unbekannte Dr. Goebbels (1995)
- биографија Јозефа Гебелса. Irving, David John Cawdell (1996). Goebbels – Mastermind of the Third Reich. Focal Point. ISBN 978-1-872197-13-5., допуњено 2014.
- Irving, David John Cawdell (1996). Nuremberg: The Last Battle. Focal Point. ISBN 978-1-872197-16-6.
- Irving, David John Cawdell (1997). Churchill's War Volume II: Triumph in Adversity. Focal Point Publications. ISBN 978-1-872197-15-9.: (у три дела)
- Irving, David John Cawdell (2002). Hitler's War and the War Path. Focal Point. ISBN 978-1-872197-10-4.

#### Преводи
- The Memoirs of Field-Marshal Keitel (1965)
- The Memoirs of General Gehlen (1972)

#### Монографије
- The Night the Dams Burst (1973)
- Von Guernica bis Vietnam (1982)
- Die deutsche Ostgrenze (1990)
- Banged Up (2008)

#### Чланци на немачком
- Und Deutschlands Städte starben nicht (1963)
- Nürnberg: Die letzte Schlacht (1979)
- Wie krank war Hitler wirklich? (1980)